# FIVB World Grand Champions Cup vrouwen 2013
De FIVB World Grand Champions Cup vrouwen 2013 is de zesde editie van de FIVB World Grand Champions Cup. Het zal worden gehouden van 12 november 2013 tot en met 17 november 2013 in Japan.

## Teams
| Team                   | Gekwalificeerd als                                            |
| ---------------------- | ------------------------------------------------------------- |
| Japan                  | Gastland                                                      |
| Thailand               | Winnaar Aziatisch kampioenschap volleybal vrouwen 2013        |
| Verenigde Staten       | Winnaar Noord-Amerikaans kampioenschap volleybal vrouwen 2013 |
| Brazilië               | Winnaar Zuid-Amerikaans kampioenschap volleybal vrouwen 2013  |
| Rusland                | Winnaar EK Volleybal 2013                                     |
| Dominicaanse Republiek | Wild Card                                                     |

### Groepsfase
|      |                        |     | Wedstrijden | Wedstrijden | Sets | Sets | Sets |
| Rank | Team                   | Pts | W           | L           | W    | L    |      |
| ---- | ---------------------- | --- | ----------- | ----------- | ---- | ---- | ---- |
| 1    | Brazilië               | 12  | 4           | 0           | 12   | 2    |      |
| 2    | Japan                  | 9   | 3           | 1           | 10   | 4    |      |
| 3    | Verenigde Staten       | 7   | 3           | 1           | 9    | 8    |      |
| 4    | Rusland                | 4   | 1           | 3           | 7    | 10   |      |
| 5    | Dominicaanse Republiek | 3   | 1           | 3           | 5    | 9    |      |
| 6    | Thailand               | 1   | 0           | 4           | 2    | 12   |      |

## Programma

### Wedstrijden inNagoya
| Datum  |                  | Score |                        | Set 1 | Set 2 | Set 3 | Set 4 | Set 5 | Totaal |
| ------ | ---------------- | ----- | ---------------------- | ----- | ----- | ----- | ----- | ----- | ------ |
| 12 nov | Verenigde Staten | 0-3'  | Brazilië               | 24-26 | 24-26 | 20-25 |       |       | 68-77  |
| 12 nov | Thailand         | 0-3   | Dominicaanse Republiek | 23-25 | 21-25 | 23-25 |       |       | 67-75  |
| 12 nov | Japan            | 3-1   | Rusland                | 25-20 | 26-28 | 25-16 | 26-24 |       | 102–88 |
| 13 nov | Rusland          | 3-1   | Dominicaanse Republiek | 25-14 | 22-25 | 25-23 | 25-15 |       | 97-77  |
| 13 nov | Brazilië         | 3-0   | Thailand               | 25-18 | 25-17 | 25-17 |       |       | 75-52  |
| 13 nov | Japan            | 1-3   | Verenigde Staten       | 19-25 | 19-25 | 25-19 | 21-25 |       | 84–94  |

### Wedstrijden inTokio
| Datum  |                  | Score |                        | Set 1 | Set 2 | Set 3 | Set 4 | Set 5 | Totaal  |
| ------ | ---------------- | ----- | ---------------------- | ----- | ----- | ----- | ----- | ----- | ------- |
| 15 nov | Verenigde Staten | 3-2   | Rusland                | 16-25 | 25-22 | 25-19 | 24-26 | 15-13 | 105-105 |
| 15 nov | Brazilië         | 3-1   | Dominicaanse Republiek | 25-20 | 25-15 | 22-25 | 25-19 |       | 97-79   |
| 15 nov | Thailand         | 0-3   | Japan                  | 20-25 | 27-29 | 22-25 |       |       | 69-79   |
| 16 nov | Rusland          | 1-3   | Brazilië               | 25-18 | 18-25 | 22-25 | 19-25 |       | 84–93   |
| 16 nov | Verenigde Staten | 3-2   | Thailand               | 13-25 | 27-25 | 25-22 | 21-25 | 15-13 | 101–110 |
| 16 nov | Japan            | 3-0   | Dominicaanse Republiek | 25-15 | 25-19 | 29-27 |       |       | 79-63   |
| 17 nov | Thailand         | -     | Rusland                |       |       |       |       |       |         |
| 17 nov | Verenigde Staten | -     | Dominicaanse Republiek |       |       |       |       |       |         |
| 17 nov | Japan            | -     | Brazilië               |       |       |       |       |       |         |